# Saalhausen (Großräschen)

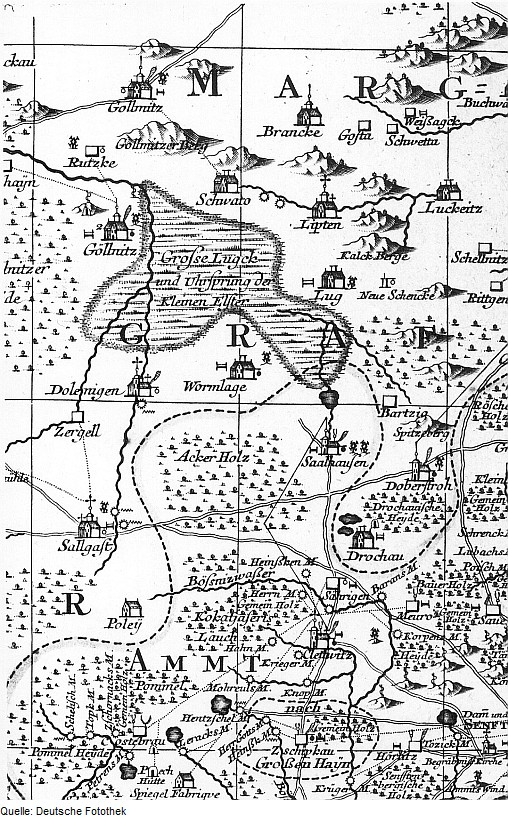
Lage Saalhausens in einer Karte aus dem Jahr 1757

Saalhausen (niedersorbisch Załuž) ist ein Ortsteil der südbrandenburgischen Stadt Großräschen im Landkreis Oberspreewald-Lausitz. Ortsvorsteher ist Heinz Kulka.

## Geografie
Der Ort Saalhausen liegt in der Niederlausitz. Er ist ein westlicher Ortsteil der Stadt Großräschen. Östlich befinden sich die Ortsteile Barzig und Freienhufen sowie die Stadt Großräschen. Im Norden befinden sich die Bronkower Ortslage Lug sowie im Nordwesten der Großräschener Ortsteil Wormlage. Im Süden grenzen Annahütte und Drochow, Schipkauer Gemeindeteile. Westlich liegt die Gemeinde Sallgast, die bereits zum Landkreis Elbe-Elster gehört.

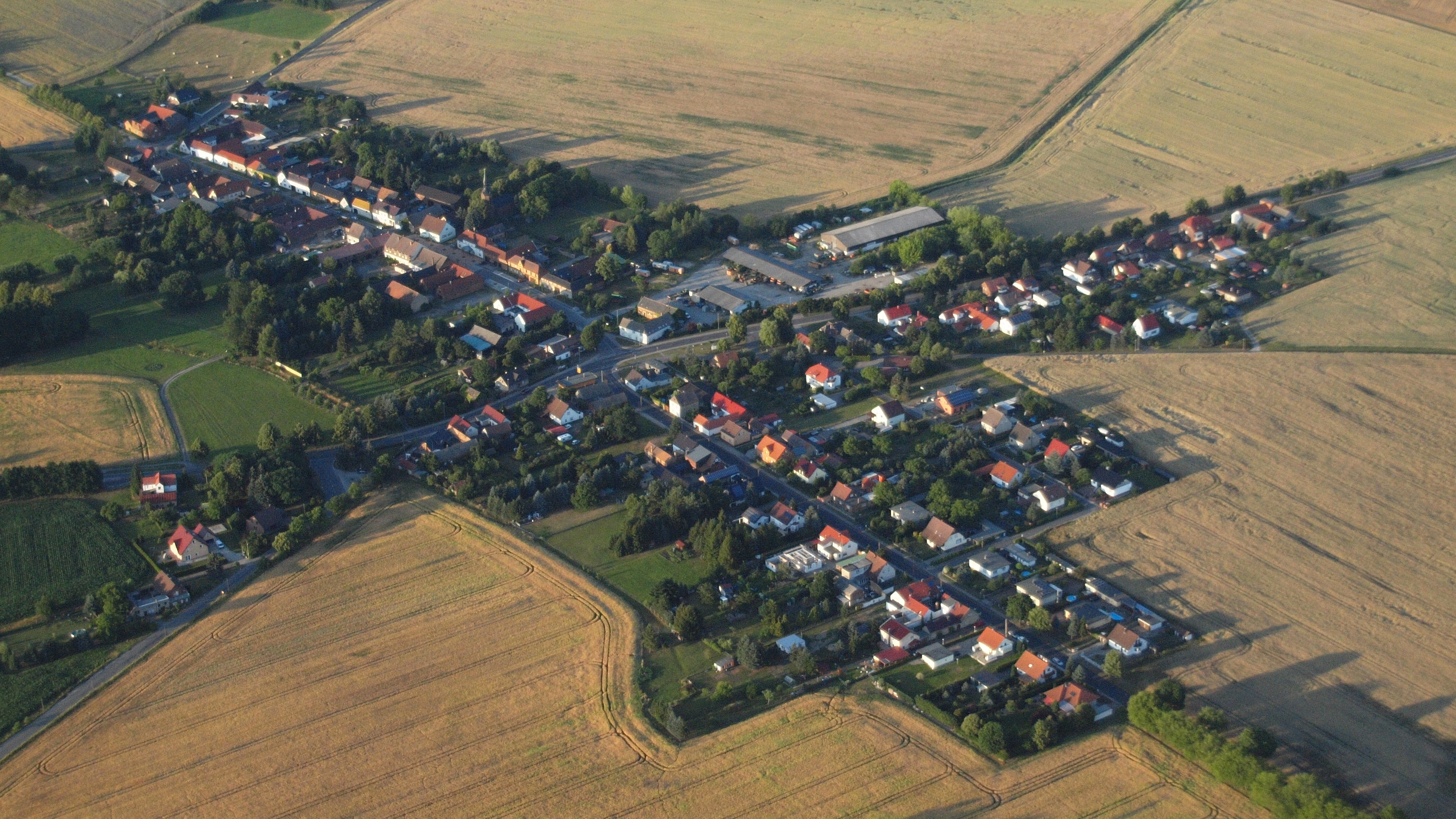
Saalhausen (Großräschen), Luftaufnahme (2015)

## Geschichte

### Ortsgeschichte
Bei Ausgrabungen im Jahr 1977 in der Kiesgrube südwestlich Saalhausens wurde ein bronzezeitliches Gräberfeld entdeckt.
Im Jahr 1290 wurde Saalhausen gemeinsam mit dem südlich gelegenen Nozzedil bei der Klärung einer Grenzangelegenheit erstmals urkundlich genannt. Saalhausen lag im Norden des Amtes Senftenberg, mit dem es im Jahr 1448 Teil des Kurfürstentum Sachsen wurde. Im Zuge des Wiener Kongress kamen die Niederlausitz und Saalhausen von Sachsen an das Königreich Preußen. Hier gehörte der Ort zum Landkreis Calau. Von 1818 bis 1864 wurden in Saalhausen zwei Windmühlen betrieben.
Sorbisch wurde in Saalhausen noch bis ins 19. Jahrhundert gesprochen. Als Arnošt Muka den Ort in den 1880er Jahren besuchte, traf er nur noch auf sechs alte Leute, die das Sorbische beherrschten.
1952 kam Saalhausen an den neu gegründeten Kreis Senftenberg. Im Jahr 1962 schloss man Saalhausen an das zentrale Wassernetz an. Von 1992 bis 2001 gehörte der Ort zum Amt Großräschen. Am 31. Dezember 2001 wurde er in die Stadt Großräschen eingemeindet.

### Einwohnerentwicklung
| Einwohnerentwicklung in Saalhausen von 1875 bis 2001 | Einwohnerentwicklung in Saalhausen von 1875 bis 2001 | Einwohnerentwicklung in Saalhausen von 1875 bis 2001 | Einwohnerentwicklung in Saalhausen von 1875 bis 2001 | Einwohnerentwicklung in Saalhausen von 1875 bis 2001 | Einwohnerentwicklung in Saalhausen von 1875 bis 2001 | Einwohnerentwicklung in Saalhausen von 1875 bis 2001 | Einwohnerentwicklung in Saalhausen von 1875 bis 2001 | Einwohnerentwicklung in Saalhausen von 1875 bis 2001 | Einwohnerentwicklung in Saalhausen von 1875 bis 2001 | Einwohnerentwicklung in Saalhausen von 1875 bis 2001 | Einwohnerentwicklung in Saalhausen von 1875 bis 2001 |
| Jahr                                                 | Einwohner                                            | Jahr                                                 | Einwohner                                            | Jahr                                                 | Einwohner                                            | Jahr                                                 | Einwohner                                            | Jahr                                                 | Einwohner                                            | Jahr                                                 | Einwohner                                            |
| ---------------------------------------------------- | ---------------------------------------------------- | ---------------------------------------------------- | ---------------------------------------------------- | ---------------------------------------------------- | ---------------------------------------------------- | ---------------------------------------------------- | ---------------------------------------------------- | ---------------------------------------------------- | ---------------------------------------------------- | ---------------------------------------------------- | ---------------------------------------------------- |
| 1875                                                 | 280                                                  | 1933                                                 | 386                                                  | 1964                                                 | 306                                                  | 1989                                                 | 268                                                  | 1993                                                 | 271                                                  | 1997                                                 | 288                                                  |
| 1890                                                 | 296                                                  | 1939                                                 | 349                                                  | 1971                                                 | 329                                                  | 1990                                                 | 264                                                  | 1994                                                 | 266                                                  | 1998                                                 | 293                                                  |
| 1910                                                 | 324                                                  | 1946                                                 | 405                                                  | 1981                                                 | 303                                                  | 1991                                                 | 271                                                  | 1995                                                 | 276                                                  | 1999                                                 | 289                                                  |
| 1925                                                 | 367                                                  | 1950                                                 | 435                                                  | 1985                                                 | 293                                                  | 1992                                                 | 265                                                  | 1996                                                 | 287                                                  | 2000                                                 | 278                                                  |

## Kultur und Sehenswürdigkeiten

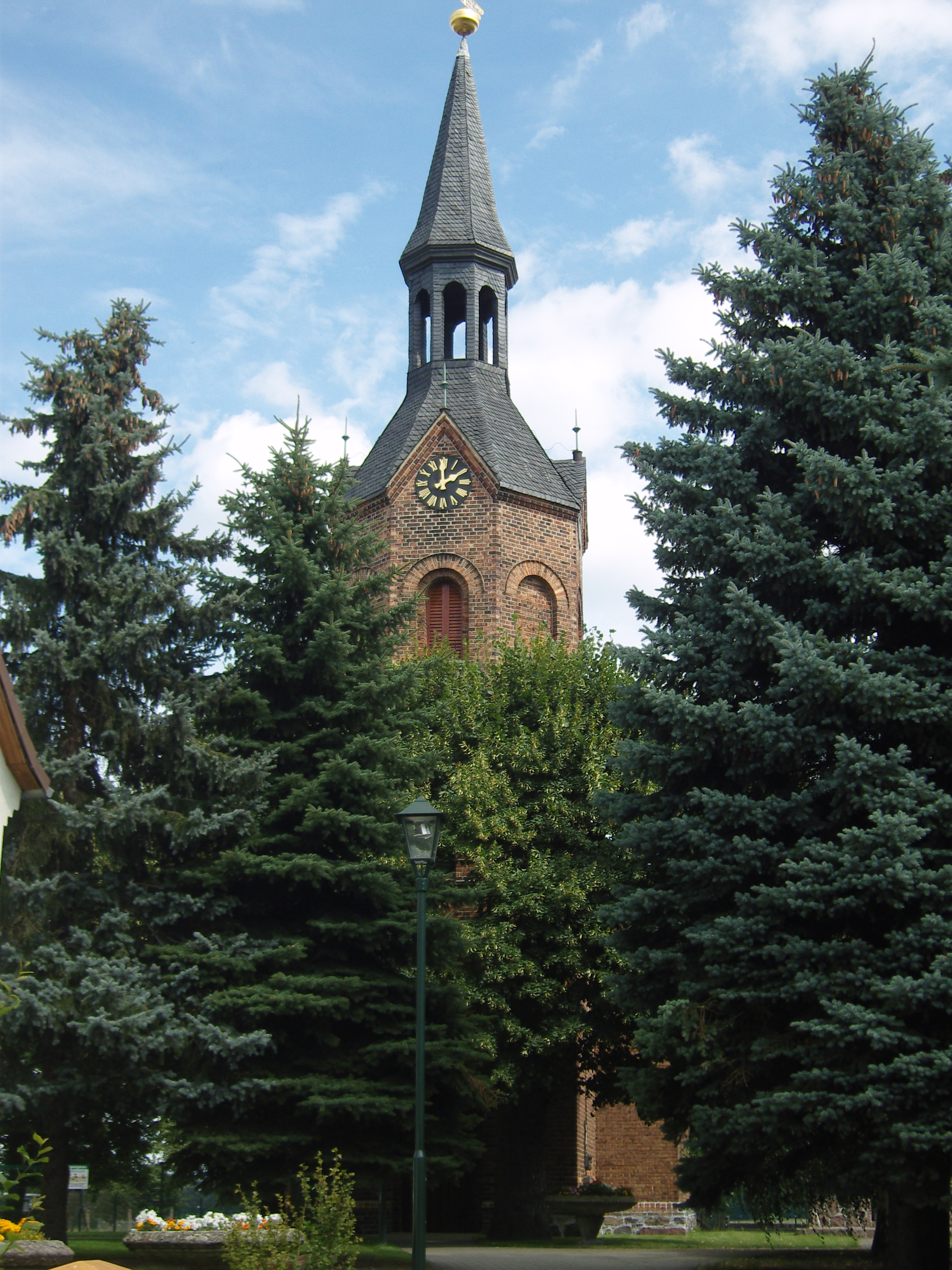
Dorfkirche

Die Saalhausener Dorfkirche wurde im Jahr 1878 erbaut. Bei der Kirche handelt es sich um einen im neoromanischen Stil errichteten Backsteinbau. In ihrem Inneren ist unter anderem ein aus dem 15. Jahrhundert stammender Taufstein und eine von Wilhelm Sauer (1831–1916) geschaffene Orgel vorhanden.
Unmittelbar neben der Kirche steht ein Gefallenendenkmal. Die Kirche und das Denkmal sind in der örtlichen Denkmalliste verzeichnet.
Im Ort ansässige Vereine sind unter anderem der Dorfclub Saalhausen und die Ortsgruppe der Freiwilligen Feuerwehr, die in Saalhausen im Jahre 1924 gegründet wurde. Der örtliche Chor, ist seit 1991 wieder aktiv. Er belebte damit eine Tradition, welche in Saalhausen seit mindestens 1924 nachgewiesen ist. Aktiv gepflegt werden auch die traditionellen Veranstaltungen des Dorfes, wie das Zampern, die Osterfeuer, das Maibaumaufstellen und das jährliche Dorffest.

## Infrastruktur
Durch den Ort verläuft von Großräschen nach Finsterwalde die Bundesstraße 96. Direkt westlich von Saalhausen liegt die Bundesautobahn 13, die über die Anschlussstelle Großräschen erreicht werden kann.
In Saalhausen wird eine Kiesgrube betrieben in der auch Achate gefunden werden.